# ジャン・ガレアッツォ・スフォルツァ
ジャン・ガレアッツォ・マリーア・スフォルツァ（Gian Galeazzo Maria Sforza, 1469年6月20日 - 1494年10月21日）は、ミラノ公（在位：1476年 - 1494年）。

## 生涯
ガレアッツォ・マリーア・スフォルツァと2番目の妻ボナ・ディ・サヴォイアの長男として、アッビアテグラッソで生まれた。神聖ローマ皇帝マクシミリアン1世の皇后ビアンカ・マリアは妹。7歳の時、父が暗殺されたため、ミラノ公となった。叔父ルドヴィーコが摂政となり、実権を握っていた。
イザベラ・ダラゴナ（ナポリ王アルフォンソ2世の娘）と結婚、以下の3子をもうけた。
- フランチェスコ（1491年 - 1512年）
- イッポーリタ・マリーア（1493年 - 1501年）
- ボナ（1494年 - 1557年） - ポーランド王妃

1494年、パヴィアで死去。